# Phalanx CIWS
El Phalanx, conocido por su acrónimo en inglés CIWS, es un sistema automatizado de armamento de proximidad estadounidense para la defensa de embarcaciones militares contra amenazas como aeronaves, misiles antibuque —los cuales pueden ser derribados en pleno vuelo— y pequeñas embarcaciones.
El sistema está compuesto por un cañón rotativo M61 Vulcan de 20 mm fijado a una torreta orientable, un sistema automático de recarga, un radar de doble antena (para búsqueda y adquisición de objetivos), y un puesto de operador remoto capaz de funcionar en modo automático. Ha sido mejorado en varias ocasiones, incluyendo componentes electrónicos e integración con otros sistemas modernos de defensa “antimisil”.
Fue desarrollado y producido por la corporación Raytheon, y desde la década del 80 ha sido instalado en casi todas las clases de buque de guerra de superficie.

## Historia

### Desarrollo
La idea del Phalanx nació de una propuesta hecha en 1968 como parte del programa de la US Navy de defensa contra misiles antibuque. El programa fue creado en respuesta al hundimiento del destructor israelí INS Eilat. En 1969, General Dynamics ganó el concurso para su desarrollo. En 1970 se realizaron las primeras pruebas en el polígono de White Sands. Entre 1973 y 1974 se embarcó un prototipo en el destructor USS King, realizándose numerosas pruebas. A pesar de las dudas generadas por estos ensayos, en julio de 1974 se encargaron seis prototipos más.
Uno de estos prototipos fue embarcado en el antiguo destructor Cunningham, que hizo de buque blanco en una prueba en noviembre de 1974. Otro prototipo fue embarcado en el destructor Bigelow para pruebas en un entorno saturado de contramedidas electrónicas. Durante meses se realizaron diferentes pruebas con fuego real, empleándose distintos tipos de misiles y bombas guiadas.

### Producción

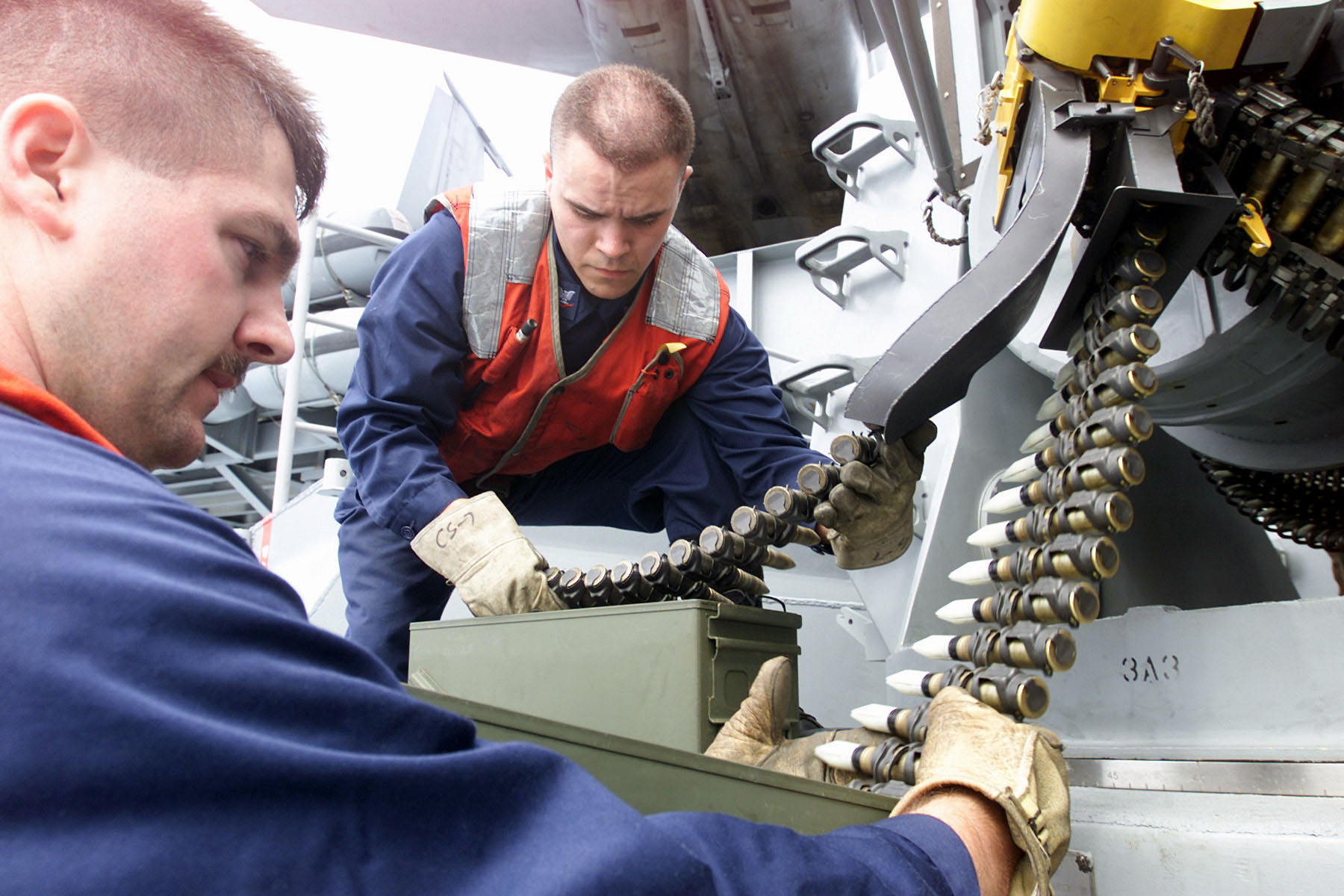
Phalanx CIWS cargando municiones

La producción del cañón guiado por radar comenzó en 1977 como sistema naval defensivo destinado a países miembros de la OTAN (Organización del Tratado del Atlántico Norte) y aliados preferentes de Estados Unidos, para hacer frente a la creciente amenaza de los misiles antibuque de la Unión Soviética durante la Guerra Fría, los cuales estaban siendo mejorados constantemente en alcance y velocidad. A diferencia de otras armas, el Phalanx es un sistema de defensa integrado y con un alto grado de autonomía, que no necesita componentes adicionales en el diseño del buque, por lo que puede ser fácilmente instalado sobre la cubierta del barco, resultando ideal para unidades de apoyo y de segunda línea.
El primer barco en ser equipado con el Phalanx fue el portaaviones USS Coral Sea y desde entonces forma parte del armamento de todo tipo de buques de superficie de la Armada de los Estados Unidos, de patrulleros del servicio de Guardacostas de los Estados Unidos y de las marinas de al menos otros 14 países aliados. Hasta octubre de 2009 habían sido construidos 927 sistemas Phalanx.
El historial operativo del Phalanx no es muy brillante, ya que nunca derribó ningún misil enemigo. El único blanco conseguido fue un bombardero A-6 en un incidente de fuego amigo. No fue hasta 2024 que un sistema Mark 15 obtuvo su primera victoria oficial, un misil antibuque lanzado desde Yemen.
El 17 de mayo de 1987 la fragata USS Stark fue atacada por un Mirage F1 iraquí que disparó dos misiles Exocet. El sistema Phalanx estaba desactivado por lo que no pudo hacer nada. El 25 de febrero de 1991 los iraquíes dispararon dos misiles Silkworm contra el acorazado USS Missouri, que lanzó chaff para confundir su radar. La fragata USS Jarrett se encontraba cerca y su Phalanx en modo automático, pero disparó una ráfaga contra el chaff e ignoró los misiles. A pesar de que el acorazado se encontraba a más de 3 kilómetros de la fragata fue alcanzado por cuatro proyectiles de 20mm, sin consecuencias.
El Phalanx permite actualmente dar una cierta capacidad contra pequeñas embarcaciones, aviones ligeros y drones a un coste moderado. Su principal problema es la ineficacia frente a los misiles supersónicos. Aparte del problema de detectar y seguir a este tipo de blancos, el principal inconveniente es el alcance efectivo del Phalanx. Suponiendo que el sistema es capaz de detectar y derribarlos, a la velocidad que viajan, los restos es probable que alcancen el barco. Por esto en muchas armadas se considera mejor defensa contra los misiles supersónicos los misiles antimisil como el ESSM.

## Mejoras
Buscando una solución de defensa a la constante amenaza de ataques con cohetes y morteros a bases en Irak, el Ejército de Estados Unidos solicitó un rápido sistema de defensa antiproyectil de campo en mayo de 2004, como parte de su lucha contra los lanzamientos de cohete y la artillería enemiga. El resultado final de este programa fue el 'Centurión'. Se trataba de una versión terrestre del CIWS de la Armada montado en un camión de combate. El Centurión se desarrolló rápidamente, con una prueba de concepto en noviembre de ese mismo año. 
Se inició el despliegue en Irak en 2005, donde se estableció para proteger bases de operaciones y otros sitios de alto valor en los alrededores de la capital, Bagdad. Israel ha adquirido un sistema único con el propósito de realizar pruebas, y es posible que esté considerando comprar el sistema para hacer frente a los ataques con cohetes enemigos y defender instalaciones militares. 
Cada sistema se compone de un CIWS Phalanx 1B modificado, alimentado por un generador conectado y montado en el remolque de un camión para su movilidad. Armado con un cañón M61A1 de 20 mm, la unidad es capaz de disparar 1.500 o 2.000 balas M246 o M940 por minuto. En 2008 había más de veinte sistemas terrestres CIWS para protección de las bases de operaciones en el área de Comando Central de EE.UU. Un portavoz de Raytheon dijo a Navy Times que 105 ataques fueron frustrados por los sistemas, la mayoría de ellos con morteros involucrados. Tras el éxito del Centurión, 23 sistemas adicionales se ordenaron en septiembre de 2008.
Al igual que el sistema de defensa naval (1B), el Centurión utiliza la banda Ku de radar y FLIR para detectar y rastrear los proyectiles, y también es capaz de atacar objetivos en tierra, con una elevación de -25 grados. El Centurión es capaz de defender un área de 1,2 km². Una diferencia importante entre el nuevo sistema de base en tierra y las variantes del mar es la elección de la munición. Mientras que los sistemas Phalanx navales utilizan ojivas perforantes de tungsteno, la C-RAM utiliza el M246 o M940 Heit-SD (alto poder explosivo, incendiario y trazador, Self-Destruct), municiones originalmente desarrolladas para el sistema M163 Vulcan de Defensa Aérea. Estas balas explotan al impactar con el blanco, o al apagarse la mezcla trazadora, lo que reduce el riesgo de daños colaterales si alguna de ellas no alcanza el blanco. 
Utilizando el armamento de la RIM-116 RAM, y sobre la base de los sistemas de montaje y la orientación del Phalanx, el SeaRAM fue desarrollado en respuesta a las preocupaciones sobre el desempeño de las armas de fuego contra sistemas basados en los modernos misiles supersónicos antibarco. Diseñado como un compañero del sistema de defensa Phalanx, el nuevo sistema SeaRAM está equipado con un lanzador de la celda 11 de RAM y proporciona una defensa con mayor alcance. Debido a sus características comunes de montaje, el SeaRAM hereda las características de instalación relativamente fácil de su arma basada en sus "hermanos", con Raytheon afirmando que SeaRAM se ajusta a la huella a bordo de instalación exacta de Phalanx, utiliza la misma potencia, y requiere una modificación mínima a bordo. En la actualidad se halla en la fase de prueba, el SeaRAM está instalado en el buque de combate litoral de la clase Independence.

## Operadores

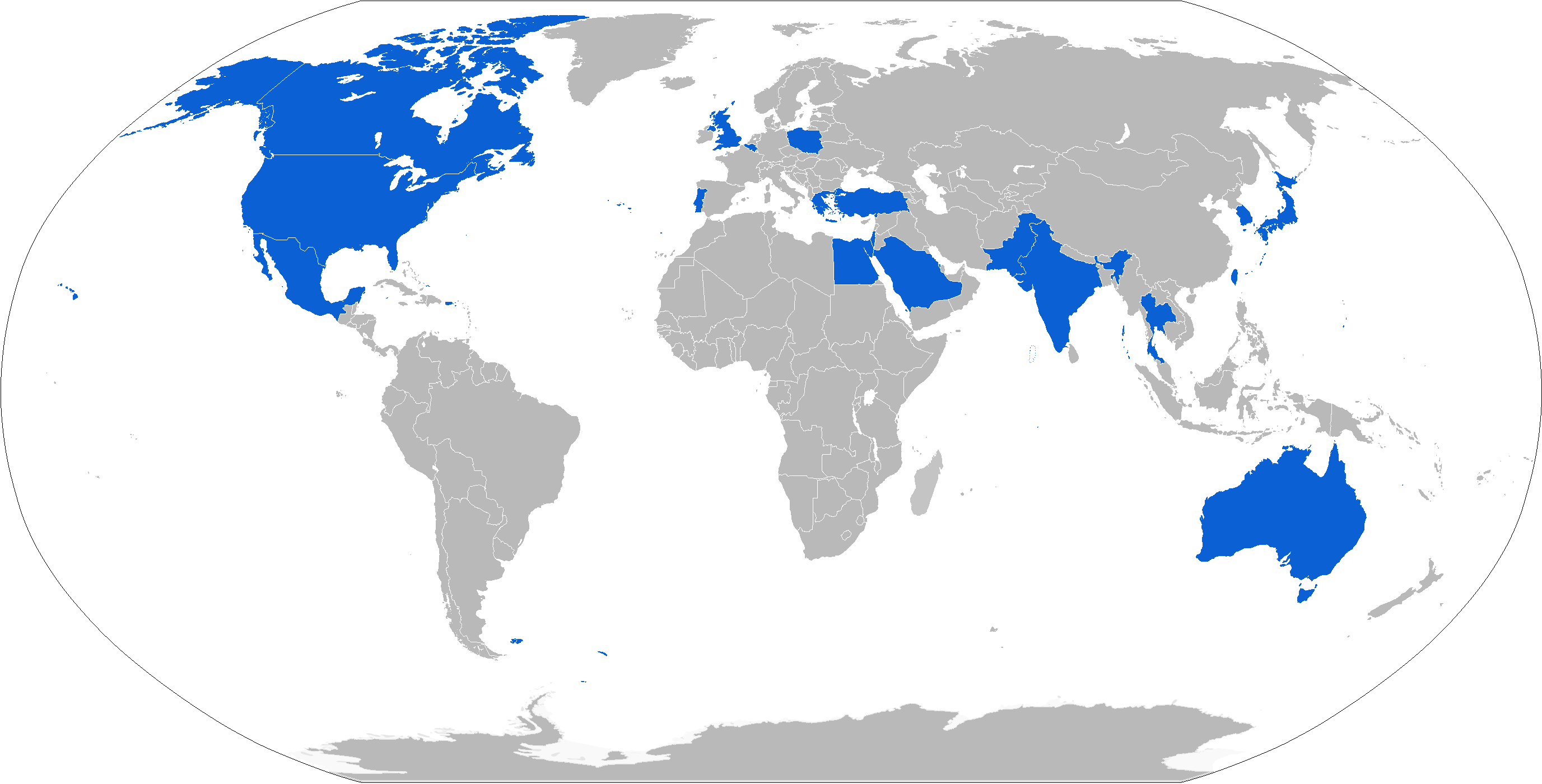
Mapa de los operadores del Phalanx CIWS en azul

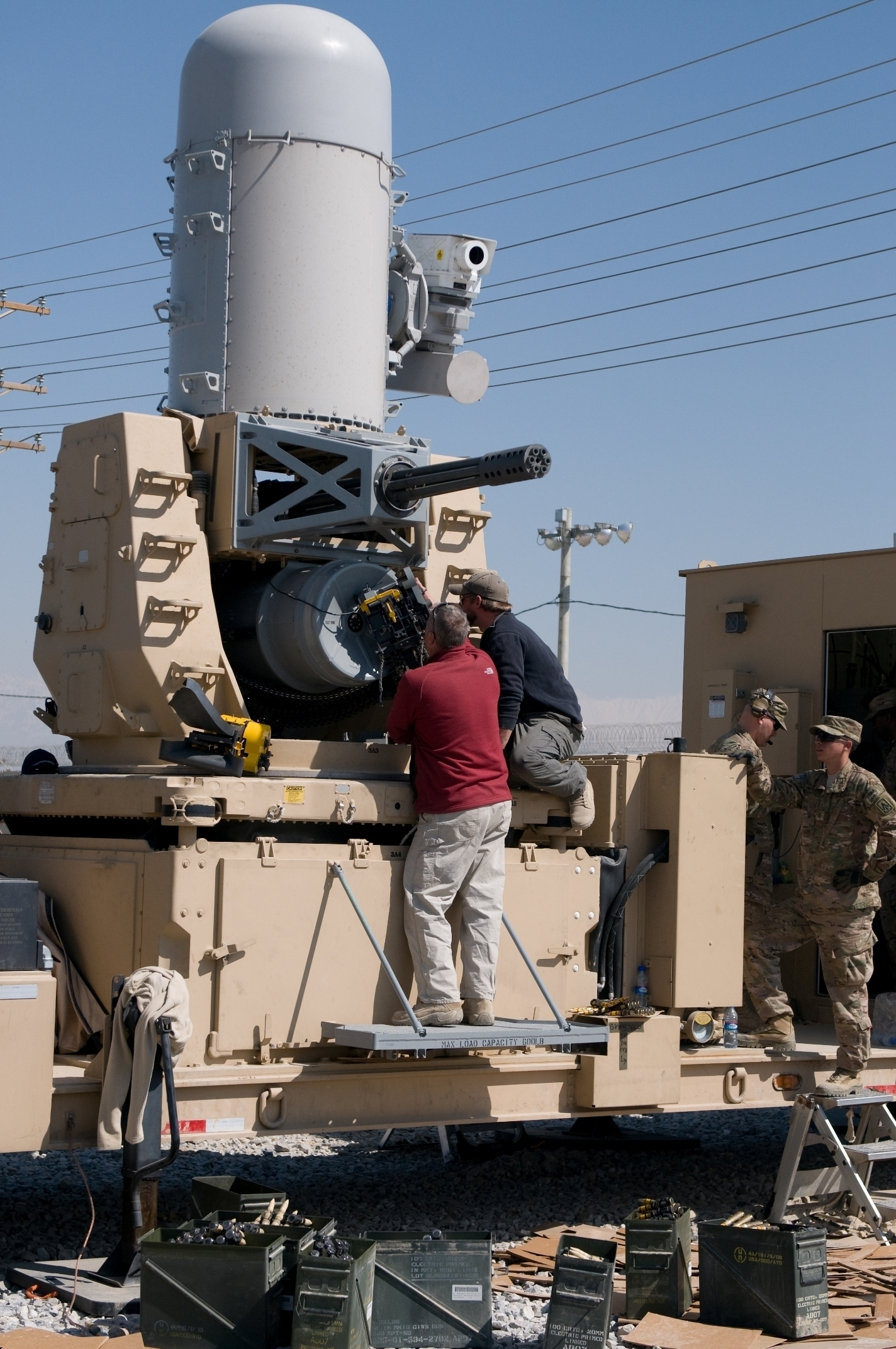
Phalanx LPWS realiza un tiro de prueba en Bagram Air Field, Afghanistan el 1ro de Marzo de 2014.

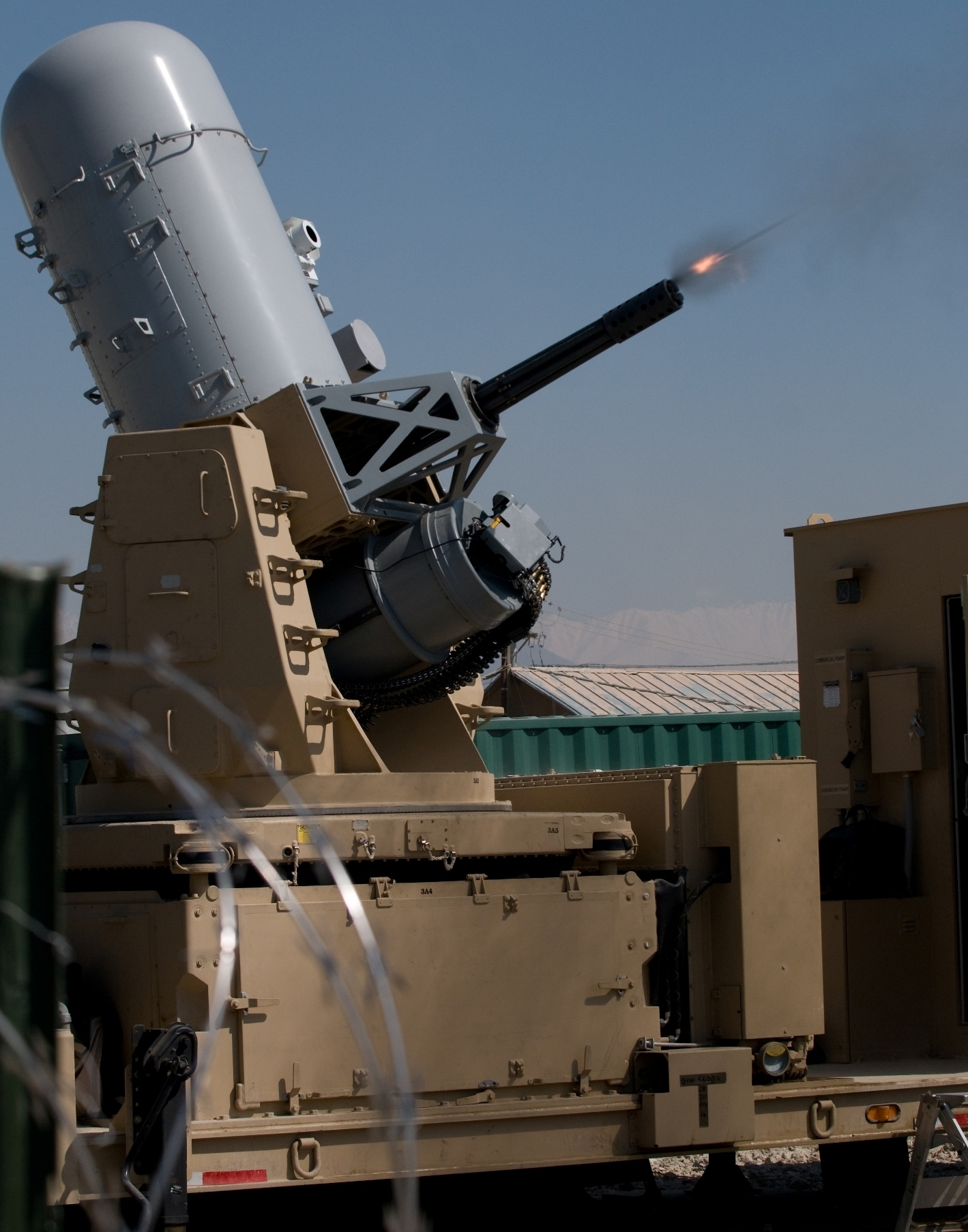
Phalanx LPWS realiza un tiro de prueba en Bagram Air Field, Afghanistan el 1ro de Marzo de 2014.

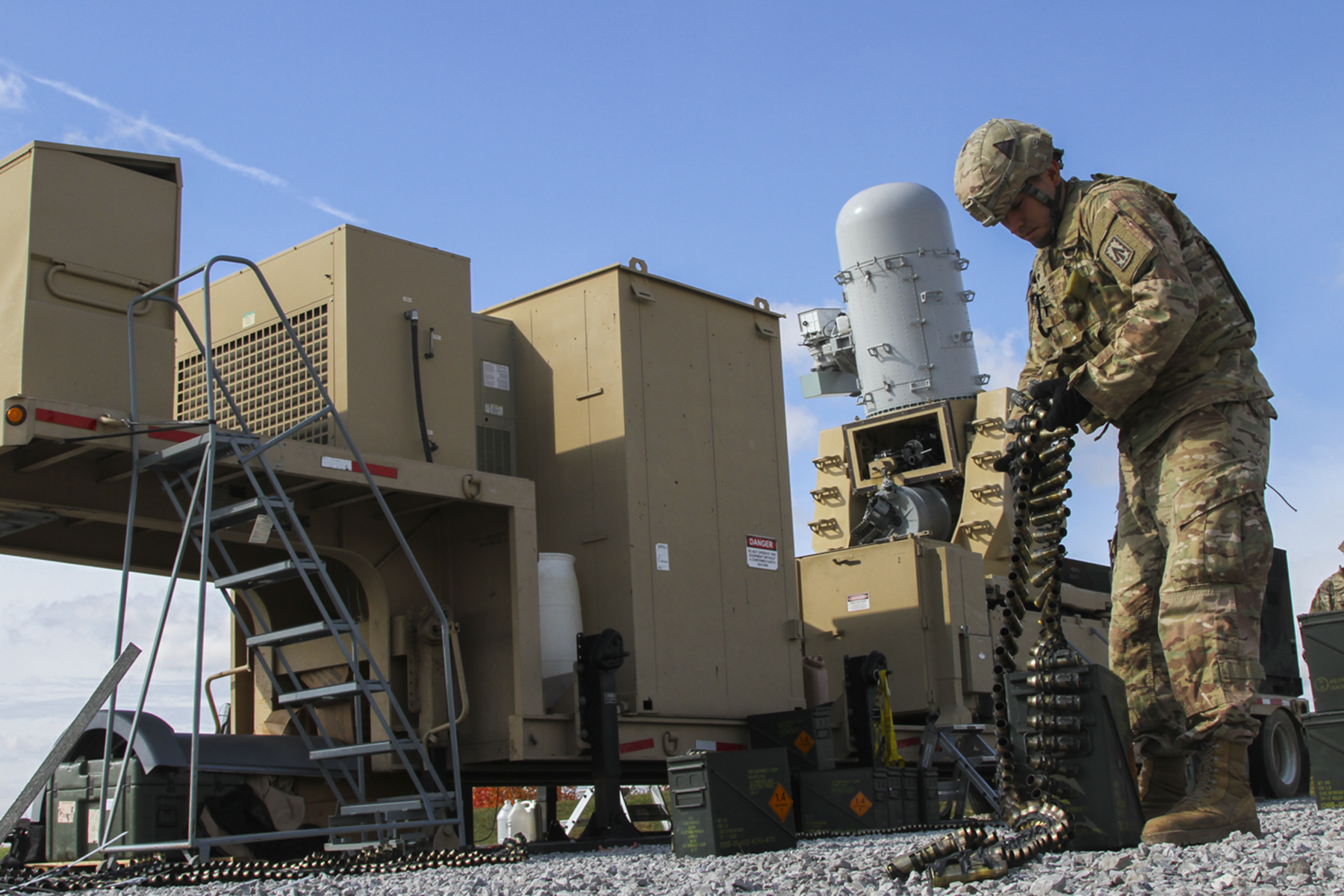
Phalanx LPWS durante el ejecricio de tiro de batallón en Fort Campbell, Kentucky.

### Actuales
Afganistán
- Aeropuerto Internacional Hamid Karzai en la capital Afgana Kabul

 Arabia Saudita
- Corbeta clase Badr
- Buque de patrulla clase Al Sadiq

 Australia
- Buque portaaeronaves y de asalto anfibio clase Canberra
- Destructor clase Hobart
- Fragata clase Hunter
- Buque de aprovisionamiento logístico clase Supply

 Baréin
- Fragata clase Oliver Hazard Perry

 Canadá
- Fragata clase Halifax
- Canadian Surface Combatant

 Chile
- Fragata Clase Adelaida

 Corea del Sur
- Fragata clase Daegu
- Fragata clase Incheon

 Ecuador
- Fragata clase Condell

 Egipto
- Fragata clase Oliver Hazard Perry
- Fragata clase Knox
- Buque lanzamisiles Ambassador MK III

 Estados Unidos
- Portaviones clase Gerald R. Ford
- Portaviones clase Nimitz
- Buque de asalto anfibio clase America
- Buque de asalto anfibio clase Wasp
- Buque de asalto anfibio clase Whidbey Island
- Buque de asalto anfibio clase Harpers Ferry
- Crucero clase Ticonderoga
- Destructor clase Arleigh Burke
- Cúter clase Legend
- Cúter clase Hamilton

 Grecia
- Fragata clase Hydra
- Fragata clase Elli
- Buque de aprovisionamiento logístico clase Etna

 India
- Buque de asalto anfibio clase Austin

 Israel
- Corbeta clase Sa'ar 5
- Buque lanzamisiles clase Sa'ar 4.5

 Japón
- Destructor portahelicópteros clase Izumo (2015)
- Destructor portahelicópteros clase Hyuga
- Buque de asalto anfibio clase Osumi
- Destructor clase Maya
- Destructor clase Kongo
- Destructor clase Atago
- Destructor clase Hatakaze
- Destructor clase Asahi
- Destructor Akizuki (2010)
- Destructor clase Takanami
- Destructor clase Murasame (1994)
- Destructor clase Asagiri
- Destructor clase Hatsuyuki
- Destructor de escolta clase Abukuma

 México
- Fragata clase Knox
- Buque lanzamisiles clase Sa'ar 4.5

 Nueva Zelanda
- Fragata clase Anzac
- HMNZS Aotearoa

 Pakistán
- Fragata clase Oliver Hazard Perry
- Destructor clase Tariq
- PNS Moawin (A39)
- Buque cisterna Tipo 905

 Polonia
- Fragata clase Oliver Hazard Perry

 Portugal
- Fragata clase Vasco da Gama

 Reino Unido
- Portavionesclase Queen Elizabeth
- Buque de asalto anfibio clase Albion
- Buque de asalto anfibio clase Bay
- Destructor Tipo 45
- Fragata Tipo 26
- Buque cisterna clase Tide
- Buque cisterna clase Wave

 Tailandia
- Fragata clase Bhumibol Adulyadej

 Turquía
- Fragata clase Oliver Hazard Perry
- Buque de aprovisionamiento logístico clase Akar

 República de China
- Destructor clase Kidd
- Fragata clase La Fayette
- Fragata clase Oliver Hazard Perry
- Fragata clase Knox
- Buque de asalto anfibioclase Anchorage
- Buque rápido de apoyo de combate clase Pan Shi
- Buque de asalto anfibio clase Yushan[11]

### Anteriores
Australia
- Fragata clase Adelaide
- Destructor clase Perth

 Canadá
- Buque de aprovisionamiento logístico clase Protecteur
- Destructor clase Iroquois
- Destructor clase Restigouche

 Estados Unidos
- Fragata clase Oliver Hazard Perry
- Fragata clase Knox
- Destructor clase Kidd
- Destructor clase Spruance
- Crucero clase Belknap
- Crucero clase California
- Crucero clase Leahy
- Crucero clase Virginia
- Acorazado clase Iowa
- Buque de asalto anfibio clase Iwo Jima
- Buque de asalto anfibio clase Tarawa
- Buque de asalto anfibio clase Austin
- Portaviones clase Forrestal
- Portaviones clase Kitty Hawk
- Portaviones clase Midway
- Buque de aprovisionamiento logístico clase Wichita
- Buque rápido de apoyo de combate clase Sacramento
- Buque de asalto anfibio clase Anchorage
- Buque de asalto anfibio clase Newport

 Japón
- Destructor clase Haruna
- Destructor clase Shirane
- Destructor clase Tachikaze

 Malasia
- KD Sri Inderapura

 Nueva Zelanda
- Fragata clase Leander

 Reino Unido
- Portavionesclase Invincible
- Destructor Tipo 42
- HMS Ocean (L12)
- Buque de asalto anfibio clase Fearless

 Tailandia
- Fragata clase Knox

 República de China
- Destructor clase Gearing

### Artículos similares
- Breda_Dardo
- Goalkeeper CIWS
- AK-630
Kashtan CIWS